# کالین گوردون (بازیکن فوتبال)
کالین گوردون (انگلیسی: Colin Gordon؛ زادهٔ ۱۷ ژانویهٔ ۱۹۶۳) بازیکن فوتبال اهل بریتانیا است.
از باشگاه‌هایی که در آن بازی کرده‌است می‌توان به باشگاه فوتبال فولام، باشگاه فوتبال سوئیندون تاون، باشگاه فوتبال گیلینگام، باشگاه فوتبال ردینگ، باشگاه فوتبال بریستول راورز، باشگاه فوتبال گلاستر سیتی، باشگاه فوتبال کیدرمینستر هاریرس، باشگاه فوتبال بیرمنگام سیتی، باشگاه فوتبال ویمبلدون، باشگاه فوتبال بریستول سیتی، باشگاه فوتبال والسال، باشگاه فوتبال هرفورد یونایتد، و باشگاه فوتبال لستر سیتی اشاره کرد.